# Deividas
Deividas ist ein litauischer männlicher Vorname, abgeleitet von David.

## Verbreitung
Der Name kommt in Deutschland selten vor. In der Schweiz tragen ihn 8 Jungen (Stand 2022). Dahingegen war Deividas in Litauen von 1999 bis 2008 in den Top-20 der Hitlisten. In den nordischen Ländern Dänemark, Norwegen und Schweden ist der Name eher selten anzutreffen. In den meisten Fällen wird er von Einwanderern aus Litauen gewählt. In Norwegen wurde er von 1945 bis 2022 jährlich vergeben, etwa 350 Jungen wurden in diesem Zeitraum so genannt. Der Name wurde in England seit der Jahrtausendwende fast jedes Jahr bei der Namenswahl berücksichtigt, aber in einem geringen Volumen. Von 1996 bis 2021 wurde er rund 210 Mal vergeben. Auch in Schottland, Nordirland und Irland wird er gewählt, er ist aber nicht sonderlich beliebt.

## Personen
- Deividas Česnauskis (* 1981),  Fußballspieler
- Deividas Labanavičius (* 1984), Politiker, Seimas-Mitglied,  Vizebürgermeister von Panevėžys
- Deividas Matulionis (* 1963),  Diplomat
- Deividas Stagniūnas (* 1985), Eiskunstläufer
- Deividas Staponkus (* 1976), Opernsänger (Bariton) und Politiker, Vizeminister der Kultur
- Deividas Šemberas (* 1978), Fußballspieler